# Eccellenza Friuli-Venezia Giulia
Il campionato di Eccellenza Regionale del Friuli-Venezia Giulia prevede la partecipazione di 16 squadre.

È stato istituito nel 1991 (la prima giornata di campionato si è tenuta il 15 settembre) e nel Friuli V.G. è la continuazione dei precedenti campionati di Promozione. Ecco la situazione precedente e successiva alla ristrutturazione:

| Livello regionale | 1990-91                    | 1991-92                    | 2019-20                    | 2022-23                    | 2026-27                    |
| ----------------- | -------------------------- | -------------------------- | -------------------------- | -------------------------- | -------------------------- |
| I                 | Promozione 1 girone        | Eccellenza 1 girone        | Eccellenza 1 girone        | Eccellenza 1 girone        | Eccellenza 1 girone        |
| II                | Prima Categoria 2 gironi   | Promozione 2 gironi        | Promozione 2 gironi        | Promozione 2 gironi        | Promozione 1 girone        |
| III               | Seconda Categoria 6 gironi | Prima Categoria 3 gironi   | Prima Categoria 3 gironi   | Prima Categoria 3 gironi   | Prima Categoria 2 gironi   |
| IV                | Terza Categoria 7 gironi   | Seconda Categoria 6 gironi | Seconda Categoria 4 gironi | Seconda Categoria 6 gironi | Seconda Categoria 3 gironi |
| V                 | —                          | Terza Categoria 7 gironi   | Terza Categoria 2 gironi   | —                          | Terza Categoria 5 gironi   |

Chi ottiene il maggior numero di punti viene promosso in Serie D.

Fino alla stagione 2012-13 la seconda classificata accedeva direttamente alla fase finale Nazionale dei play-off che designa ulteriori 7 squadre che vengono promosse in Serie D. Nella stagione 2013-14 ai play-off nazionali va la vincente dei play-off regionali che vedono coinvolte le 4 squadre piazzate dal 2º al 5º posto. Dalla stagione successiva vengono aboliti e ai play-off nazionali torna ad andare la seconda.

Fino alla stagione 2008-09 le 3 squadre classificate dal 14º al 16º posto retrocedevano automaticamente in Promozione, ora la retrocessione diretta interessa solo l'ultima classificata mentre le 4 squadre piazzate dal 12º al 15º posto disputano i play-out per designare le altre due retrocessioni.
A causa del COVID-19, il campionato 2019-20 è stato bloccato e quello successivo, portato a venti squadre, annullato. Così si è deciso per un nuovo formato nella stagione 2021-22, ovvero 24 squadre divise in due gironi da dodici squadre l'uno.

## Albo d'oro campionato
| Stagione | Vincitore                                             | Altre promozioni                                      | Capocannoniere                                        | Capocannoniere      | Capocannoniere                    | Capocannoniere                | Vincitore coppa | Vincitore supercoppa |
| Stagione | Vincitore                                             | Altre promozioni                                      | Reti                                                  | Naz.                | Giocatore                         | Squadra                       | Vincitore coppa | Vincitore supercoppa |
| -------- | ----------------------------------------------------- | ----------------------------------------------------- | ----------------------------------------------------- | ------------------- | --------------------------------- | ----------------------------- | --------------- | -------------------- |
| 1991-92  | Manzanese                                             | -                                                     | 17                                                    | Italia (bandiera)   | Michele Pinatti                   | Gradese                       | Porcia          | N.D.                 |
| 1992-93  | Pro Gorizia                                           | -                                                     | 16                                                    | Italia (bandiera)   | Bruno Bortolin                    | Tamai                         | Tamai           | Pro Gorizia          |
| 1993-94  | Sanvitese                                             | -                                                     | 20                                                    | Italia (bandiera)   | Bruno Bortolin                    | Tamai                         | Sanvitese       | Pro Fagagna          |
| 1994-95  | Palmanova                                             | -                                                     | 15                                                    | Italia (bandiera)   | Gianni Londero                    | Gemonese                      | Pro Fagagna     | Pro Fagagna          |
| 1995-96  | Cormonese                                             | Pordenone                                             | 18                                                    | Italia (bandiera)   | Loris Coan                        | Sacilese                      | Porcia          | Tamai                |
| 1996-97  | Tamai                                                 | -                                                     | 18                                                    | Italia (bandiera)   | Massimo Marchesan                 | Gradese                       | Manzanese       | Mossa                |
| 1997-98  | Itala San Marco                                       | -                                                     | 20                                                    | Italia (bandiera)   | Loris Coan                        | Sacilese                      | Sacilese        | Fanna Cavasso        |
| 1998-99  | Pro Gorizia                                           | -                                                     | 21                                                    | Italia (bandiera)   | Mirko Vosca                       | Manzanese                     | Pro Gorizia     | Pro Gorizia          |
| 1999-00  | Sevegliano                                            | Palmanova                                             | 23                                                    | Italia (bandiera)   | Roberto Colussi                   | Sevegliano                    | Sacilese        | Sevegliano           |
| 2000-01  | Tamai                                                 | Pozzuolo                                              | 23                                                    | Italia (bandiera)   | Mirko Vosca                       | Manzanese                     | Porcia          | Tamai                |
| 2001-02  | Monfalcone                                            | -                                                     | 23                                                    | Italia (bandiera)   | Fabrizio Damiani                  | Tolmezzo                      | Monfalcone      | Vesna                |
| 2002-03  | Sacilese                                              | -                                                     | 19                                                    | Italia (bandiera)   | Giuliano Cermelj Alessandro Moras | San Luigi Sacilese            | Sacilese        | N.D.                 |
| 2003-04  | Pro Romans                                            | -                                                     | 21                                                    | Italia (bandiera)   | Gaetano Gambino                   | Pro Romans                    | Pro Romans      | N.D.                 |
| 2004-05  | Manzanese                                             | Rivignano                                             | 16                                                    | Italia (bandiera)   | Filippo Fabbro                    | Manzanese                     | Pordenone       | N.D.                 |
| 2005-06  | Pordenone                                             | -                                                     | 13                                                    | Italia (bandiera)   | Alessandro Stival                 | Azzanese                      | Muggia          | N.D.                 |
| 2006-07  | Sarone                                                | -                                                     | 17                                                    | Italia (bandiera)   | Paolo Saccher Luigi Lanzilli      | Sarone Tricesimo              | Manzanese       | N.D.                 |
| 2007-08  | Pordenone                                             | -                                                     | 20                                                    | Italia (bandiera)   | Sandro Andreolla                  | Pordenone                     | Sevegliano      | N.D.                 |
| 2008-09  | Manzanese                                             | -                                                     | 16                                                    | Italia (bandiera)   | Marco Fabbro Matteo Muiesan       | Azzanese Manzanese            | Muggia          | N.D.                 |
| 2009-10  | Torviscosa                                            | Kras                                                  | 24                                                    | Slovenia (bandiera) | Radenko Kneževič                  | Kras                          | Monfalcone      | N.D.                 |
| 2010-11  | ISM Gradisca                                          | -                                                     | 21                                                    | Croazia (bandiera)  | Milivoj Simeunović                | San Luigi                     | Fontanafredda   | N.D.                 |
| 2011-12  | Kras                                                  | -                                                     | 29                                                    | Italia (bandiera)   | Daniele Rocco                     | UF Monfalcone                 | Manzanese       | N.D.                 |
| 2012-13  | UF Monfalcone                                         | Triestina                                             | 18                                                    | Italia (bandiera)   | Daniele Rocco                     | UF Monfalcone                 | San Daniele     | N.D.                 |
| 2013-14  | Fontanafredda                                         | Kras                                                  | 17                                                    | Italia (bandiera)   | Marco Nardi                       | San Daniele                   | Chions          | N.D.                 |
| 2014-15  | UF Monfalcone                                         | -                                                     | 26                                                    | Italia (bandiera)   | Denis Godeas Filippo Fabbro       | UF Monfalcone Cjarlins Muzane | Virtus Corno    | N.D.                 |
| 2015-16  | Cordenons                                             | -                                                     | 20                                                    | Italia (bandiera)   | Filippo Fabbro                    | Cjarlins Muzane               | Vesna           | N.D.                 |
| 2016-17  | Cjarlins Muzane                                       | -                                                     | 23                                                    | Slovenia (bandiera) | Žiga Smrtnik                      | Kras                          | Gemonese        | Gemonese             |
| 2017-18  | Chions                                                | -                                                     | 18                                                    | Italia (bandiera)   | Marco Nardi                       | Gemonese                      | San Luigi       | San Luigi            |
| 2018-19  | San Luigi                                             | -                                                     | 27                                                    | Italia (bandiera)   | Gianluca Ciriello                 | San Luigi                     | San Luigi       | N.D.                 |
| 2019-20  | Manzanese                                             | -                                                     | 16                                                    | Italia (bandiera)   | Marco Nardi                       | Pro Fagagna                   | Manzanese       | N.D.                 |
| 2020-21  | Stagione annullata a causa della pandemia di COVID-19 | Stagione annullata a causa della pandemia di COVID-19 | Stagione annullata a causa della pandemia di COVID-19 |                     |                                   |                               |                 |                      |
| 2021-22  | Torviscosa                                            | -                                                     | 27                                                    | Italia (bandiera)   | Gianluca Ciriello                 | Torviscosa                    | Brian Lignano   | N.D.                 |
| 2022-23  | Chions                                                | -                                                     | 33                                                    | Croazia (bandiera)  | Emanuel Valenta                   | Chions                        | Brian Lignano   | N.D.                 |
| 2023-24  | Brian Lignano                                         | -                                                     | 35                                                    | Italia (bandiera)   | Gianluca Ciriello                 | Brian Lignano                 | Brian Lignano   | N.D.                 |
| 2024-25  | San Luigi                                             | -                                                     | 17                                                    | Italia (bandiera)   | Luca Cassin                       | Pro Fagagna                   | Codroipo        | N.D.                 |

### Partecipazioni
In 34 stagioni sportive (esclusa la stagione 2020-2021, non disputata) hanno partecipato al massimo torneo regionale 79 squadre tra cui sono comprese le 18 squadre della stagione 2025-2026 (in grassetto):
- 25:  Manzanese
- 22:  San Luigi[7]
- 21:  Fontanafredda
- 19:  Tolmezzo
- 17:  Pro Gorizia[7]
- 16:  Gemonese,  Tricesimo,  UF Monfalcone[8]
- 14:  ISM Gradisca[9],  Ronchi
- 13:  Tamai
- 12:  Palmanova,  Rivignano,  Sacilese,  Virtus Corno
- 11:  Azzanese,  Kras,  Pro Fagagna,  Sevegliano,  Torviscosa
- 10:  Brian Lignano[10],  Muggia
- 9:  Chions,  Gradese,  Lumignacco,  Pozzuolo,  San Daniele,  Trieste[11]
- 8:  Juventina S. Andrea,  Sanvitese,  Union 91 Percoto Lauzacco,  Vesna
- 7:  Cormonese,  Fiume Veneto Bannia,  Gonars,  Pro Cervignano,  Sangiorgina,  Sarone,  SPAL Cordovado
- 6:  Codroipo,  Mossa,  Porcia
- 5:  Casarsa[12],  Cjarlins Muzane,  Ponziana,  Pordenone,  Pro Romans,  Rive D'Arcano
- 4:  Aquileia,  Centro del Mobile,  Cordenons,  Fincantieri,  Sistiana Sesljan[13],  Zaule Rabuiese
- 3:  Cussignacco,  Flaibano,  Maniago Vajont
- 2:  Azzurra Premariacco,  Buttrio,  Capriva,  Edmondo Brian,  Fanna Cavasso,  Forum Julii,  Ol3,  San Canzian,  San Giovanni Trieste,  Serenissima Pradamano,  Union Pasiano
- 1:  Centro Sedia,  Lavarian Mortean Esperia,  Lucinico,  Maniago,  Maranese,  Primorec,  Primorje,  Torre,  Triestina,  Trivignano,  Zarja Gaja 1997

## Le squadre 2024-2025
- Azzurra Premariacco, Premariacco
- Casarsa, Casarsa
- Chiarbola Ponziana, Chiarbola di Trieste
- Codroipo, Codroipo
- Fiume Veneto Bannia, Fiume Veneto
- Fontanafredda, Fontanafredda
- Juventina S. Andrea, Sant'Andrea di Gorizia
- Kras, Monrupino
- Maniago Vajont, Maniago
- UF Monfalcone, Monfalcone
- Muggia, Muggia
- Pro Fagagna, Fagagna
- Pro Gorizia, Gorizia
- Rive d'Arcano Flaibano, Flaibano
- San Luigi, Trieste
- Sanvitese, San Vito al Tagliamento
- Tamai, Tamai di Brugnera
- Tolmezzo, Tolmezzo

## Confronti extra-regionali

### Play-off nazionali
La 2ª classificata dell'Eccellenza Friuli-Venezia Giulia accede agli spareggi o (play-off) nazionali con le seconde degli altri 27 gironi di Eccellenza.

7 di queste 28 squadre (quindi 2 turni ad eliminazione diretta) ottengono la promozione in Serie D.

Nella stagione 2013-14 vengono introdotti i play-off regionali per le 4 squadre classificatesi dal 2º al 5º posto per designare quella che accederà ai play-off nazionali, ma vengono aboliti nella stagione successiva.
| 1991-92 | Sacilese          | non previsti i play-off nazionali   | non previsti i play-off nazionali | non previsti i play-off nazionali | non previsti i play-off nazionali | non previsti i play-off nazionali |
| 1992-93 | Tamai             | non previsti i play-off nazionali   | non previsti i play-off nazionali | non previsti i play-off nazionali | non previsti i play-off nazionali | non previsti i play-off nazionali |
| 1993-94 | Tamai             | Salurn 2-2 e 1-2                    |                                   |                                   |                                   |                                   |
| 1994-95 | Centro del Mobile | Virtus Don Bosco 1-2 e 1-0          |                                   |                                   |                                   |                                   |
| 1995-96 | Pordenone         | Mezzocorona 3-0 e 3-2               | Rovigo 0-1 e 1-0 (4-3 dtr)        | PROMOSSO                          |                                   |                                   |
| 1996-97 | Rivignano         | Benacense 1905 3-1 e 1-1            | Schio 2-2 e 2-5 (dts)             |                                   |                                   |                                   |
| 1997-98 | Sacilese          | Bolzano 2-0 e 1-1                   | Monselice 2-0 e 0-3 (dts)         |                                   |                                   |                                   |
| 1998-99 | Tamai             | Bolzano 1-1 e 0-2                   |                                   |                                   |                                   |                                   |
| 1999-00 | Palmanova         | Rotaliana 1-0 e 2-0                 | Virtus Pavullese 1-0 e 1-2        | PROMOSSO                          |                                   |                                   |
| 2000-01 | Pozzuolo          | Arco 3-1 e 0-0                      | Pontolliese 1-1 e 2-1 (dts)       | PROMOSSO                          |                                   |                                   |
| 2001-02 | Sacilese          | Arco 1-0 e 2-2                      | Carpi 1-2 e 0-1                   |                                   |                                   |                                   |
| 2002-03 | Pozzuolo          | Sestri Levante 1-1 e 3-1 (dts)      | Isola Liri 1-1 e 0-1              |                                   |                                   |                                   |
| 2003-04 | Rivignano         | Comano Terme e Fiavè 1-1 e 2-0      | Mezzolara 0-0 e 0-2               |                                   |                                   |                                   |
| 2004-05 | Rivignano         | Caravaggio 2-2 e 3-0                | Edo Mestre 0-0 e 1-0              | PROMOSSO                          |                                   |                                   |
| 2005-06 | Sevegliano        | La Nuova Piovese 0-1 e 2-2          |                                   |                                   |                                   |                                   |
| 2006-07 | Monfalcone        | Ba.Se.96 Seveso 1-3 e 1-0           |                                   |                                   |                                   |                                   |
| 2007-08 | Manzanese         | Airaschese 1-1 e 1-0                | Suzzara 0-2 e 0-1                 |                                   |                                   |                                   |
| 2008-09 | Monfalcone        | Liapiave 0-1 e 0-1                  |                                   |                                   |                                   |                                   |
| 2009-10 | Kras              | Verbano 1-1 e 2-1                   | Jesina 3-0 e 2-3                  | PROMOSSO                          |                                   |                                   |
| 2010-11 | Fontanafredda     | P.R.O. Imperia 1-0 e 0-1 (2-3 dtr)  |                                   |                                   |                                   |                                   |
| 2011-12 | Fontanafredda     | Villa d'Almè 0-2 e 0-3              |                                   |                                   |                                   |                                   |
| 2012-13 | Triestina         | Sankt Martin in Passeier 2-1 e 2-1  | Pro Dronero 1-1 e 3-3             | RIPESCATA                         |                                   |                                   |
| 2013-14 | Kras              | Libarna 3-0 e 0-1                   | Magra Azzurri 2-0 e 2-2           | PROMOSSO                          |                                   |                                   |
| 2014-15 | Cjarlins Muzane   | Varesina 1-3 e 2-3                  |                                   |                                   |                                   |                                   |
| 2015-16 | Torviscosa        | Legnano 1-2 e 0-2                   |                                   |                                   |                                   |                                   |
| 2016-17 | Torviscosa        | Unione San Giorgio Sedico 1-0 e 1-4 |                                   |                                   |                                   |                                   |
| 2017-18 | Lumignacco        | Imperia 1-0 e 1-1                   | Calvina 2-2 e 2-3 (dts)           |                                   |                                   |                                   |
| 2018-19 | Edmondo Brian     | Pozzonovo 1-1 e 1-0                 | Tritium 0-2 e 1-0                 |                                   |                                   |                                   |
| 2019-20 | Non Disputati     |                                     |                                   |                                   |                                   |                                   |
| 2020-21 | Non Disputati     |                                     |                                   |                                   |                                   |                                   |
| 2021-22 | Pro Gorizia       | Castanese 1-3 e 0-1                 |                                   |                                   |                                   |                                   |
| 2022-23 | Tamai             | Bassano 0-1 e 3-4                   |                                   |                                   |                                   |                                   |
| 2023-24 | Tamai             | Unione La Rocca Altavilla 2-2 e 0-3 |                                   |                                   |                                   |                                   |
| 2024-25 | Tamai             | Leon 2-4 e 0-0                      |                                   |                                   |                                   |                                   |

### Fase Nazionale della Coppa Italia Dilettanti
Alla fase nazionale della Coppa Italia Dilettanti partecipano le vincitrici delle 19 fasi regionali.

La squadra che vince questo trofeo acquisisce il diritto a partecipare al Campionato di Serie D l'anno seguente. Nel caso essa sia già stata promossa in D per aver vinto il suo campionato, accede alla Serie D la finalista perdente; se anch'essa è stata già promossa in D, sarà promossa la migliore delle semifinaliste, e se anche la migliore semifinalista è già promossa, ha diritto alla Serie D l'altra semifinalista.

In due occasioni (Sacilese 1999-00 e Monfalcone 2001-02) le rappresentanti del Friuli-Venezia Giulia sono arrivate fino alla finale, perdendole entrambe. Particolarmente drammatica fu quella della Sacilese dato che anche la sicula Orlandina lottava per la promozione in Serie D. In un clima molto più amichevole si svolse quella del Monfalcone, che disputò la finale con la campana Boys Caivanese avendo già vinto il campionato lasciando così gli avversari sicuri della promozione a prescindere dal risultato.
| Stagione e rappresentante F.V.G. | 1º turno                                            | Quarti                         | Semifinali           | Finale                        |
| -------------------------------- | --------------------------------------------------- | ------------------------------ | -------------------- | ----------------------------- |
| 1991-92 - Porcia                 | Naturns 2-0 Quinzano 0-3                            |                                |                      |                               |
| 1992-93 - Tamai                  | Soresinese 2-2 LEO Oderzo 2-0                       | Imola 1-2 Arco 0-0             |                      |                               |
| 1993-94 - Sanvitese              | Sankt Martin in Passeier 1-0 Santa Lucia 3-3        |                                |                      |                               |
| 1994-95 - Pro Fagagna            | Condinese 2-0 e 2-2                                 | Iperzola 0-1 Ceparana 3-1      |                      |                               |
| 1995-96 - Porcia                 | Ponte Salgareda 2-1 Rovereto 0-0                    | Alpignano 0-0 e 0-2            |                      |                               |
| 1996-97 - Manzanese              | Bolzano 2-0 e 0-2 (2-4 dcr)                         |                                |                      |                               |
| 1997-98 - Sacilese               | Benacense 1905 0-1 Vittorio Veneto 0-1              |                                |                      |                               |
| 1998-99 - Pro Gorizia            | Bolzano 0-1 Conegliano 0-0                          |                                |                      |                               |
| 1999-00 - Sacilese               | Luparense 0-0 e 3-1                                 | Cagliese 1-0 e 1-0             | Gravellona 1-2 e 5-0 | Orlandina 2-0 e 0-2 (4-5 dcr) |
| 2000-01 - Porcia                 | Cordignano 1-0 Comano Terme e Fiavè 0-2             |                                |                      |                               |
| 2001-02 - Monfalcone             | Condinesettaurense 1-0 Arianese 2-1                 | Pergolese 1-2 e 2-1 (5-4 dcr)  | Arona 0-1 e 2-0      | Boys Caivanese 1-2            |
| 2002-03 - Sacilese               | Bolzano 1-0 Montebelluna 3-2                        | Derthona 1-0 e 0-1 (1-3 dcr)   |                      |                               |
| 2003-04 - Pro Romans             | Arco 1-0 Camisano 2-0                               | Derthona 0-1 e 0-3             |                      |                               |
| 2004-05 - Pordenone              | Vallagarina 2-0 Casalserugo 0-0                     | Colognese 0-2 e 1-2            |                      |                               |
| 2005-06 - Muggia                 | Alta Vallagarina 1-1 Virtus Verona 1-2              |                                |                      |                               |
| 2006-07 - Manzanese              | Union C.S.V. 0-1 Sankt Georgen 2-1                  | Sestrese 0-0 e 1-2             |                      |                               |
| 2007-08 - Sevegliano             | Legnago 2-2 e 0-1                                   |                                |                      |                               |
| 2008-09 - Muggia                 | Obermais 3-0 Liapiave 1-0                           | Cantù 1-2 e 2-3                |                      |                               |
| 2009-10 - Monfalcone             | Miranese 0-2 Bolzano 1-1                            |                                |                      |                               |
| 2010-11 - Fontanafredda          | Vittorio SMC 1-1 Fersina Perginese 2-1              | Inveruno 0-1 e 1-1             |                      |                               |
| 2011-12 - Manzanese              | Real Vicenza 0-0 Fersina Perginese 0-0              |                                |                      |                               |
| 2012-13 - San Daniele            | Comano Terme e Fiavè 2-2 Union Ripa La Fenadora 5-1 | Pro Settimo & Eureka 1-2 e 1-3 |                      |                               |
| 2013-14 - Chions                 | Mori Santo Stefano 1-1 ArzignanoChiampo 2-4         |                                |                      |                               |
| 2014-15 - Virtus Corno           | Sankt Georgen 1-1 Campodarsego 1-2                  |                                |                      |                               |
| 2015-16 - Vesna                  | Liapiave 2-0 Virtus Bolzano 1-1                     | Sanremese 2-2 e 1-3            |                      |                               |
| 2016-17 - Gemonese               | Trento 0-2 Clodiense 1-1                            |                                |                      |                               |
| 2017-18 - San Luigi              | Belfiorese 3-3 Sankt Georgen 1-2                    |                                |                      |                               |
| 2018-19 - San Luigi              | Dro Alto Garda 2-5 Caldiero 1-1                     |                                |                      |                               |
| 2019-20 - Manzanese              | Sandonà 2-1 Trento non disputata                    |                                |                      |                               |
| 2020-21                          | Non disputata                                       |                                |                      |                               |
| 2021-22 - Brian Lignano          | Virtus Bolzano 3-0 (a tavolino) Montecchio 1-3      |                                |                      |                               |
| 2022-23 - Brian Lignano          | Vigasio 0-1 Lavis 0-2                               |                                |                      |                               |
| 2023-24 - Brian Lignano          | Obermais 4-0 Villafranca Veronese 3-0               | Solbiatese 0-2 e 1-0           |                      |                               |
| 2024-25 - Codroipo               | Sandonà 1-1 Brixen 4-0                              | Rovato Vertovese 0-1 e 0-0     |                      |                               |

## Statistiche
- statistiche aggiornate al luglio 2021

### Record

#### Tornei a 16 squadre
- maggior numero di punti:  UF Monfalcone 2014-15 (75)
- minor numero di punti:  Gradese 2001-02 (3)
- maggior numero di vittorie:  UF Monfalcone 2014-15 (24)
- minor numero di vittorie:  Gradese 2001-02 e  Ol3 2014-15 (1)
- maggior numero di pareggi:  San Daniele 1994-95 (19)
- minor numero di pareggi:  Gradese 2001-02 (0)
- maggior numero di sconfitte:  Gradese 2001-02 (29)
- minor numero di sconfitte:  Manzanese 1991-92,  Centro del Mobile 1994-95,  Cormonese 1995-96 e  Tamai 1996-97 (1)
- maggior numero di gol fatti:  UF Monfalcone 2014-15 (81)
- minor numero di gol fatti:  Gradese 2001-02 (10)
- maggior numero di gol subiti:  Gradese 2001-02 (106)
- minor numero di gol subiti:  Pro Gorizia 1998-99 (10)

#### Tornei a 17 squadre
- maggior numero di punti:  UF Monfalcone 2012-13 (76)
- minor numero di punti: 14  Monfalcone 2010-11
- maggior numero di vittorie:  UF Monfalcone 2012-13 (23)
- minor numero di vittorie:  Monfalcone 2010-11 e  Pro Cervignano 2012-13 (3)
- maggior numero di pareggi:  Sarone e  Union 91 2003-04 e  Muggia 2010-11 (14)
- minor numero di pareggi:  Azzanese 2010-11 (4)
- maggior numero di sconfitte:  Monfalcone 2010-11 (24)
- minor numero di sconfitte:  UF Monfalcone 2012-13 (2)
- maggior numero di gol fatti:  UF Monfalcone 2012-13 (65)
- minor numero di gol fatti:  Monfalcone 2010-11 (15)
- maggior numero di gol subiti:  Pro Cervignano 2012-13 (60)
- minor numero di gol subiti:  Triestina 2012-13 (19)